# José de Páez
José de Páez (Ciutat de Mèxic, 1727 - c. 1780) va ser un pintor novohispà d'imatges religioses del segle xviii.

## Biografia
Va néixer en el primer terç del segle xviii, a la ciutat de Mèxic llavors capital de Nova Espanya, l'any exacte se situa entre 1714 i 1727. Fill de Baltazar de Páez. Va ser alumne de Nicolás Enríquez. Va contreure matrimoni el 1753 amb Rosalía Caballero.
És conegut com un gran artista d'obres religioses amb una marcada preferència per les advocacions marianes i un dels més prolífics de la Nova Espanya. El seu biògraf Manuel Touissaint va arribar a dir que «José de Páez va inundar la segona meitat del segle xviii amb les seves pintures». Les seves obres van aconseguir fama en Nova Espanya (Mèxic), el Virregnat del Perú i Espanya. Va seguir l'estil de Miguel Cabrera.

## Galeria

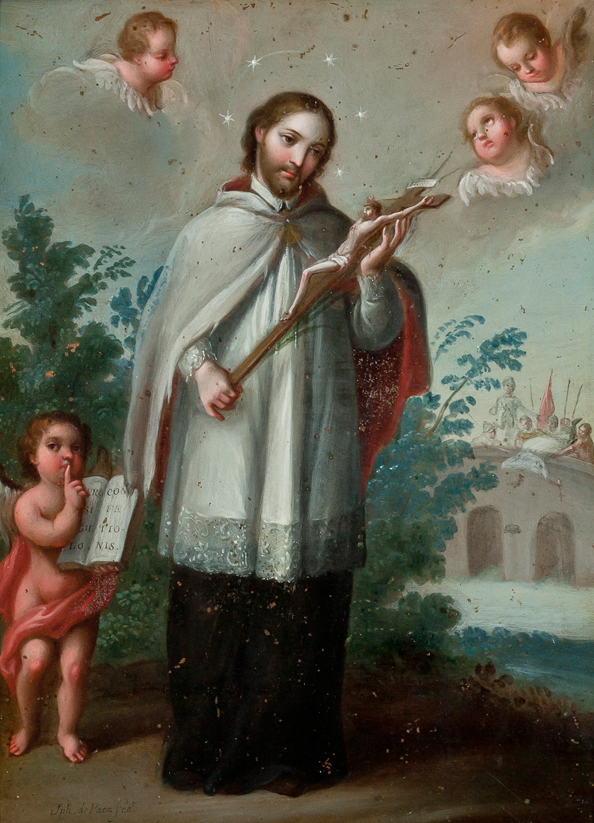
Sant Joan Nepomucè. Oli sobre coure. Museu d'Art de Sant Antonio
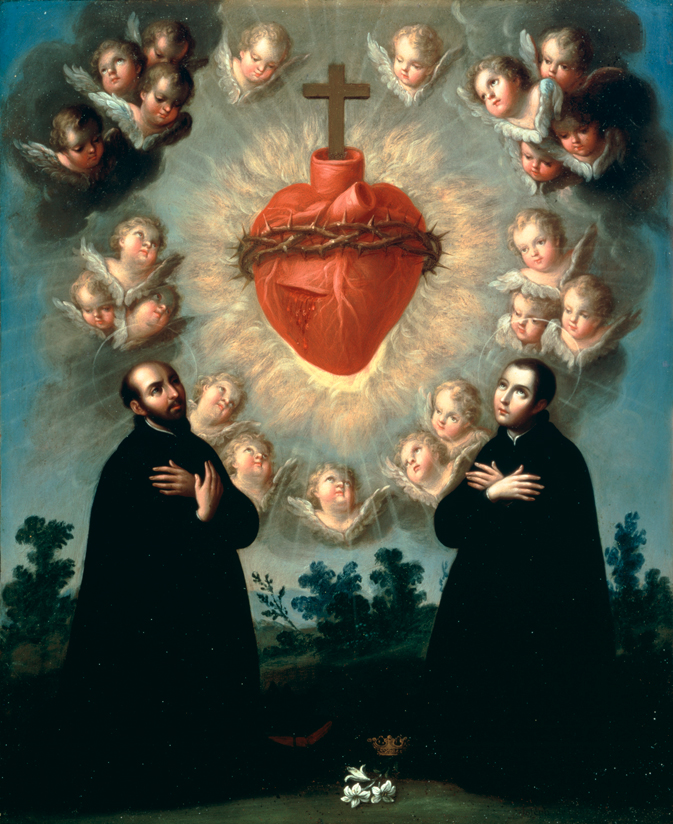
Sagrat cor amb sant Ignasi de Loiola i sant Lluís Gonzaga. Oli sobre coure ca. 1770
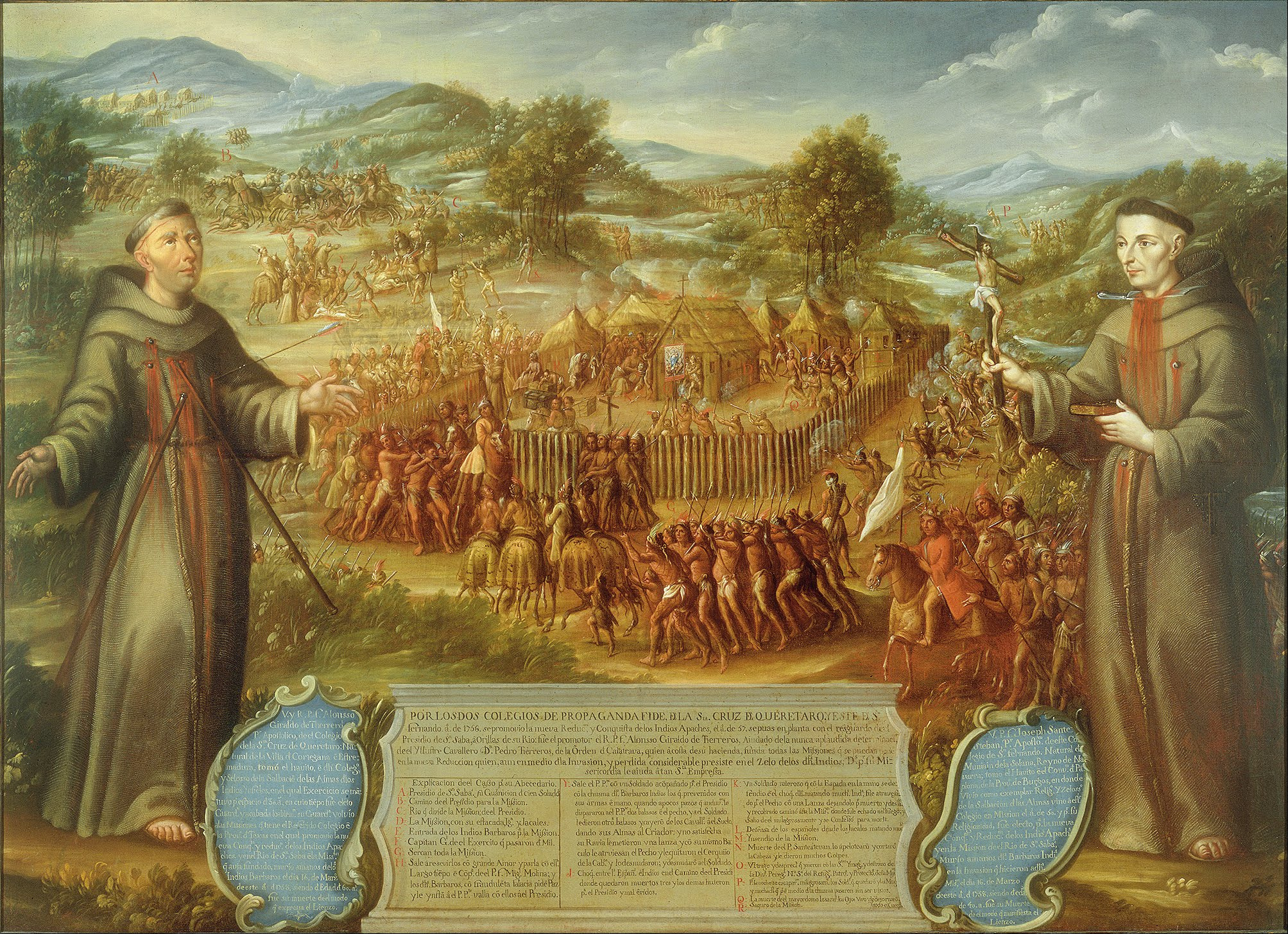
La destrucció de la missió de Sant Sabá a la província de Texas i el martiri del pares fra Alonso Giraldo de Terrers i fra José de Santiesteban. Museu Nacional d'Art